# ۱۲۴۱ (خورشیدی)
۱۲۴۱ هزار و دویست و چهل و یکمین سال هجری خورشیدی است.

## زادگان
- 18 دی - یحیی دولت‌آبادی : رجل سیاسی دوران مشروطه ایران.